# Jeroen Hartsuiker
R.J.J. (Jeroen) Hartsuiker (Klazienaveen, 18 mei 1984) is een Nederlands politicus. Namens de Volkspartij voor Vrijheid en Democratie (VVD) is hij sinds 25 juni 2025 lid van de Tweede Kamer der Staten-Generaal.
Hartsuiker studeerde internationale economie aan de Rijksuniversiteit Groningen. Van 2007 tot 2020 was hij in diverse functies werkzaam voor de provincie Drenthe. Hij was van 2020 tot 2022 werkzaam op het ministerie van Economische Zaken en Klimaat.
Hartsuiker werd in 2022 benoemd tot wethouder van de gemeente Borger-Odoorn, waar hij de portefeuille Economische zaken, Recreatie en toerisme, Landbouw, Verkeer en mobiliteit en Energie en duurzaamheid beheerde.
Voor de Tweede Kamerverkiezingen van 2023 stond hij op plek 35 van de VVD-lijst, wat niet voldoende was om gekozen te worden. Na het vertrek van Judith Tielen als Tweede Kamerlid vanwege haar toetreding als bewindspersoon tot het kabinet-Schoof werd Hartsuiker op 25 juni 2025 beëdigd als lid van de Tweede Kamer.
Bente Becker · Martin de Beer · Harry Bevers · Bart Bikkers · Martijn Buijsse · Eric van der Burg · Thom van Campen · Rosemarijn Dral · Wendy van Eijk-Nagel · Ulysse Ellian · Silvio Erkens · Peter de Groot · Jeroen Hartsuiker · Arend Kisteman · Daan de Kort · Claire Martens · Wim Meulenkamp · Ingrid Michon-Derkzen · Queeny Rajkowski · Simone Richardson · Hester Veltman-Kamp · Ruud Verkuijlen · Aukje de Vries · Dilan Yeşilgöz
- Parlement.com: vmnzbs3ep8ii